# Bătălia de la Avarayr
Bătălia de la Avarayr (persană نبرد آوارایر , armeană Ավարայրի ճակատամարտ) (Avarayri chakatamart), cunoscută și ca Bătălia de la Vartanantz, s-a desfășurat la 26 mai 451 D.Hr. pe Câmpia Avarayr din provincia armeană Vaspurakan, între o armată armeană creștină condusă de Vardan Mamikonian și o armată persană sasanidă.